# コートニー・ケーン
コートニー・ケーン、コートニー・ケイン（Kortney Kane、 1986年7月31日 - ）は、アメリカ合衆国のポルノ女優。サウスカロライナ州出身。